# Coccidencyrtus ensifer
Coccidencyrtus ensifer är en stekelart som först beskrevs av Howard 1885.  Coccidencyrtus ensifer ingår i släktet Coccidencyrtus och familjen sköldlussteklar. Inga underarter finns listade i Catalogue of Life.